# Bright Lights
"Bright Lights" – czwarty oficjalny singel szóstego albumu studyjnego grupy Placebo zatytułowanego "Battle for the Sun".

## Wydanie
Singel został wydany 8 lutego 2010 w formacie digital download. Wersja na płycie CD była dostępna wyłącznie w Niemczech oraz we Francji.

## Lista utworów
Singiel CD (Francja, Niemcy)
1. "Bright Lights" (single version)
2. "The Never-Ending Why" (SFR live)
3. "Bright Lights" (Randomer Remix-Dub)

Digital download bundle
1. "Bright Lights" (single version)
2. "Bright Lights" (album version)
3. "The Never-Ending Why" (SFR live)
4. "Bright Lights" (Randomer Remix-Dub)

iTunes deluxe bundle
1. "Bright Lights" (single version)
2. "Bright Lights" (album version)
3. "The Never-Ending Why" (SFR live)
4. "Bright Lights" (Randomer Remix-Dub)
5. "Bright Lights" (video)

## Listy przebojów
| Państwo | Najwyższa pozycja |
| ------- | ----------------- |
| Francja | 92                |
| Niemcy  | 62                |